# Magic Duels
Magic Duels — компьютерная игра, основанная на коллекционной карточной игре Magic: The Gathering. Magic Duels была выпущена по модели распространения free-to-play 29 июля 2015 года на iOS, Windows и Xbox One.
В отличие от предыдущих серий игр по MTG, которые выходили каждый год, у Magic Duels планировался единственный клиент, обновлявшийся с выходами новых сетов.
13 июня 2017 года на официальном сайте Wizards of the Coast появилась запись о том, что разработчик прекращает поддержку игры.

## Геймплей
Геймплей Magic Duels соблюдает стандартные правила коллекционной карточной игры Magic: The Gathering.
Игрок собирает колоду, которая состоит из земель, существ и заклинаний (к заклинаниям относятся чары, ауры, волшебство, мгновенные заклинания). Основной ресурс игры — мана, она бывает пяти цветов, игрок черпает ману из разыгрываемых им земель. Чтобы разыграть карты, требуется мана определённого цвета. Игроки ходят по очереди, разыгрывают карты и пытаются победить друг друга, для этого нужно опустить здоровье оппонента до 0.
В Magic Duels можно играть по сюжету и получать золото, для этого не нужно собирать колоду. Имеется онлайн игра, где можно собирать свою колоду и играть против других игроков. Можно оттачивать свои навыки и зарабатывать золото в игре с компьютером (3 режима сложности).
Чтобы заработать золото на бустеры, игрок может выполнять различные задания: ежедневные, на умения (для новичков), для сообщества.
В игре имеется сюжетный режим, где игрок проходит различные кампании.

## Разработка
Magic Duels была разработана фирмой Stainless Games, которая с 2009 года занималась разработкой компьютерный версий игр Magic: The Gathering — Duels of the Planeswalkers.
Летом 2018 года, благодаря уязвимости в защите Steam Web API, стало известно, что точное количество пользователей сервиса Steam, которые играли в игру хотя бы один раз, составляет 4 109 602 человека.